# Baddiewinkle
Helen Ruth Elam Van Winkle (født 18. juli 1928 i Hazard, Kentucky), bedre kendt som Baddiewinkle eller Baddie Winkle, er en amerikansk internetpersonlighed.
Baddiewinkle blev en sensation på internettet i en alder af 85 år.  Hendes motto på de sociale medier er: "Stealing Your Man Since 1928" (stjæler din mand siden 1928). Hun er karakteriseret ved at være iklædt excentrisk tøj, for at fremme legitimeringen af medicinsk marihuana og så hendes insinuationer. Hun bliver fulgt af millioner af tilhængere på de sociale medier, hvor hun oploader billeder og videoer af sig selv, ofte med udfordrende tøj med særegne påtryk eller småt tøj.   

## Karriere
Winkle har samlet et publikum efter hun fik hjælp fra sit oldebarn, Kennedy Lewis, til at uploade et billede til Twitter, mens hun var iklædt sit oldebarns tøj.  Blandt hendes følgere var efterfølgende sangerinden Rihanna, og nu bliver hun fulgt af hele verden.     I 2015 opnåede hun en million følgere på Instagram. Hun bor for tiden i Knoxville i Tennessee og har optrådt på The Today Show i Australien. 
I 2015 anvendte Grit Creative Group hende som ansigt til en startkampagne for deres hjemmeside, hvor hun klædte sig ud som Kurt Cobain, Kate Moss og andre.  Baddiewinkle hjalp med at starte anden sæson af Nicole Richies Candidly Nicole på VH1. Hun optrådte også på den røde løber under Netflixs kampagne for tv-serien Orange Is the New Black. Hun deltog i MTV Video Music Awards i 2015 som gæst hos Miley Cyrus og MTV.   I 2016 medvirkede hun i en amerikansk reklame for Smirnoff ICE Electric Flavors som en del af deres "Keep It Moving" kampagne. Hun fortsætter med at underholde med sine billeder, videoer og samarbejder med kendte mærker og berømtheder.